# Kiskossó
Kiskossó (románul: Coșevița) falu Romániában, a Bánságban, Temes megyében.

## Fekvése
Facsádtól 11 km-re keletre, a dévai úton (68A) fekvő település. A Ruszka-havas északnyugati lábánál, a Lippai-dombságtól délre, az Alföld és Temes megye keleti szélén fekszik.

## Története
Kiskossó avagy Kossó nevét 1808-ban említette először oklevél Kossovicza alakban. 1828-ban Kossovitza, 1851-ben Kossovicza, 1913-ban Kiskossó néven írták.
1851-ben Fényes Elek ezt írta a településről: „Kossovicza, Krassó vármegyében, Erdély határszélén, zordon hegyes vidéken, Kossovához közel: 3 katholikus, 77 óhitü lakossal. Földesura Dézsánfalvi Gyika család” 
A trianoni békeszerződés előtt Krassó-Szörény vármegye Facsádi járásához tartozott.
1910-ben 152 lakosából 151 fő román volt, 1 pedig német. A népességből 150 fő görögkeleti ortodox volt, 2 pedig római katolikus.
A 2002-es népszámláláskor 61 lakosa volt, mind (100%) román.

## Nevezetességek
- 1776-ban épült, Szent Péter és Pál apostoloknak szentelt ortodox fatemploma a romániai műemlékek jegyzékében a TM-II-m-B-06211 sorszámon szerepel.[2]